# Franciszek Ksawery Giżycki
Nereusz Bartłomiej Franciszek Ksawery Giżycki herbu Gozdawa (ur. 26 sierpnia 1786 w Skoworodkach, zm. 14 września 1850 w Drohobyczu) – syn Tadeusza i Agnieszki z Rakowskich, hrabia Królestwa Polskiego od 1824, wydawca, fizjograf, ziemianin, właściciel dóbr Zdarzec, Janina i Głębówka.
Kształcił się w Warszawie. Od 1807 do 1811 był sekretarzem Komisji Żywności Księstwa Warszawskiego. Od 1811 do 1816 przebywał za granicą. Członek korespondent Galicyjskiego Towarzystwa Gospodarskiego we Lwowie (1846-1859). Jest autorem prac z zakresu rolnictwa i gospodarki wiejskiej, m.in. O przyozdobieniu siedlisk wiejskich. Rzecz zastosowana do Polski (1827).